# Tom Collins

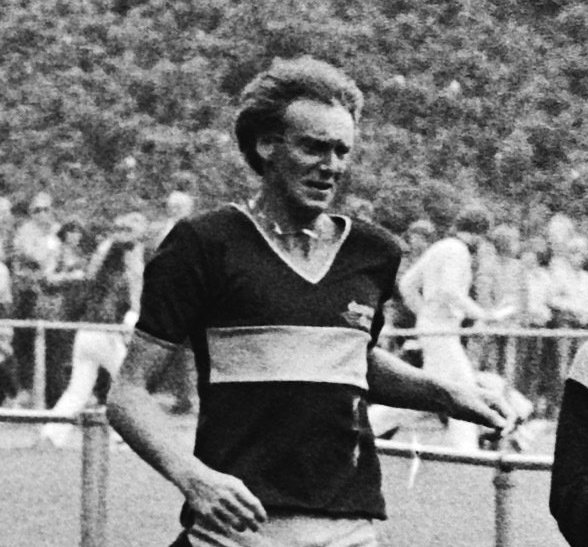
Tom Collins tijdens de opnamen van AVRO's Sterrenslag (1980)

Tom Collins (eigen naam: Ton Droog) (Bussum, 9 mei 1947) is een van de voormalige diskjockeys van Radio Veronica in de periode 1968-1974. Tom Collins begon zijn radiocarrière bij Radio Luxembourg en later de zeezender Radio Dolfijn/Radio 227. Collins werd met name gewaardeerd om zijn stem en woordkeuze, die als nogal breedsprakig maar mooi betiteld kon worden. Zijn presentatie viel op door lange, goedlopende zinnen, terwijl zijn meeste collega's niet verder kwamen dan "nieuw in de top 40..." of "geweldige plaat..."
Na 1974 was hij voor "Veronica aan land" te horen als voice-over bij televisieprogramma's en commercials. Ook was hij presentator van het televisieprogramma "Veronica Totaal".
Hij werkte voorts bij platenmaatschappij BMG/Ariola. In de jaren negentig richt hij een internetbedrijf op en is hij enige tijd als nieuwslezer te horen op Sky Radio, Radio 538 en Classic FM.
Hij heeft in Amsterdam een praktijk voor personal coaching en training.

## Trivia
Radio Veronica-medewerkers en diskjockeys Ad Bouman, Hans Mondt, Tom Collins, Gerard de Vries en Klaas Vaak namen begin 1970 onder de naam De Binkies de carnavalshit "Met carnaval" op. Het reikte niet verder dan de Tipparade. Tegelijkertijd had hij een solosingle onder de naam Bert van Esch: "De afspraak". Ook die ontsteeg de Tipparade niet.
| Single met eventuele hitnotering(en) in de Nederlandse Top 40 | Datum van verschijnen | Datum van binnenkomst | Hoogste positie | Aantal weken | Opmerkingen       |
| ------------------------------------------------------------- | --------------------- | --------------------- | --------------- | ------------ | ----------------- |
| De afspraak                                                   |                       | 3-1-1970              | tip             |              | als Bert van Esch |
| Met carnaval                                                  |                       | 10-1-1970             | tip             |              | met De Binkies    |